# 天災 (落語)
天災（てんさい）は古典落語の演目。「青菜」や「道灌」に見られる聞きかじった知識を他人に披露しようとして恥をかく男の噺である。なお、登場する心学の先生の名前として、東大落語会は紅羅坊名丸（べにらぼう なまる）としているが、「紅羅坊奈丸」や「紅菜坊なまる」など、演者や資料によって揺れがある。

## あらすじ
ある長屋に短気で喧嘩っ早い男が住んでいた。あまりにも酷いため、見かねた隠居に紹介されて、高名な（心学）の先生に診てもらうことになる。
先生は最初「短気は損気」「堪忍袋は破れたら縫え」と格言を言って諭そうとするが、男は一向に感じ入るところがない。そこで今度はたとえ話として、道を歩いていて店の小僧に打ち水をひっかけられた場合、屋根瓦が風で落ちてきて頭に当たった場合などに、お前はどうするかと尋ねる。いずれの場合も、男は水を掛けた小僧や店の主人を殴る、瓦の家の家主や大家を殴ると乱暴な回答をする。それを受けて先生は、今度は傘も雨宿りの場所もない所でにわか雨を降られて全身が濡れたら、天を相手に喧嘩をなされるかと尋ねる。それに男はさすがに天とは喧嘩できないと答える。ここで先生は心学では、天がもたらした災いを「天災」と呼ぶこと、今後は水を掛けられたり、瓦が頭に落ちても天のしたことと思って諦めなさいと諭され、男は感心し、納得する。
男が長屋に返ってくると同じ長屋に住む友人が何やら揉めている。話を聞くと、家に女を連れ込んだところ、別れた女房が戻ってきてトラブルになっているという。男はさっそく先程得た知識で友人を諭してやろうと考え、まず心学の格言を言おうとするが、うろ覚えで「タヌキはタヌキ」「ずた袋は破れたら縫え」などと言ってしまう。当然、友人にそっけない態度を取られると、今度はたとえ話だと言って、先の天災の説話を行い、天災と思って諦めろと諭す。これに友人は答える。
「うちのは先妻（センサイ）だ」